# Gulu
Gulu är en stad i distriktet Gulu i norra Uganda, cirka 274 km norr om huvudstaden Kampala. Den är med cirka 170 000 invånare en av Ugandas största städer utanför Kampalas storstadsområde. 

## Historia
Sedan 1989 har staden upplevt flera attacker från LRA. Sedan 2007 har det varit relativt lugnt, sedan LRA:s ledare Joseph Kony flyttat till Garamba National Forest i nordöstra Kongo-Kinshasa.

## Administrativ indelning
Staden är indelad i fyra administrativa divisioner:
- Bar Dege
- Laroo
- Layibi
- Pece

## Demografi
De flesta innevånare i Gulu härstammar från acholifolket (80 %). Majoriteten är kristna. Det pratas åtskilliga språk, inklusive luo, swahili, engelska och luganda.
Medan stridigheterna mellan UPDF och LRA pågick fanns det ett flertal läger för internflyktingar, där det en gång uppskattats bott en miljon människor. I april 2009 stängdes alla läger och människorna kunde återvända till sina byar. I juli 2009 uppskattades 1 452 000 (80,7 %) av totalt 1 840 000 internflyktingar frivilligt ha lämnat lägren för att återvända hem. De återstående höll vid tillfället på att lämna området, alternativt permanent bosätta sig där de var.
Före avbrottet i fientligheterna mellan UPDF och LRA flydde upp till 15 000 barn varje natt till staden i hopp om säkerhet. Sedan vapenvilan i slutet av 2006 har denna siffra drastiskt minskat.
Stadens folkmängd var 150 306 invånare vid folkräkningen 2014, vilket beräknats öka till 172 700 invånare 2019.

## Ekonomi och utbildning
Gulu är norra Ugandas ekonomiska huvudstad. Det minskade våldet sedan LRA flyttat ut ur Uganda har resulterat i en ekonomisk återhämtning. Fred har också möjliggjort hjälp från den internationella gemenskapen i form av mat, medicinsk hjälp och rehabiliteringscenter för tidigare bortrövade barn. Hjälpen har även resulterat i ett flertal jobb.
I Gulu finns Guluuniversitet, som erbjuder ett brett utbud av program med allt från jordbruk till medicin och konfliktlösning. Gulus universitet är det enda offentliga universitetet i norra Uganda och Gulu University School of Medicine är en av fyra ackrediterade medicinska skolor i Uganda. 

## Underhållning och sport
Pece Stadium är Gulus stadion, det största i norra Uganda, med en kapacitet på 30 000 människor. Gulu är också bas för ett antal radiostationer, inklusive Choice FM som dagligen uppskattningsvis hörs av mellan 5 och 6 miljoner människor.